# Mittelweiche

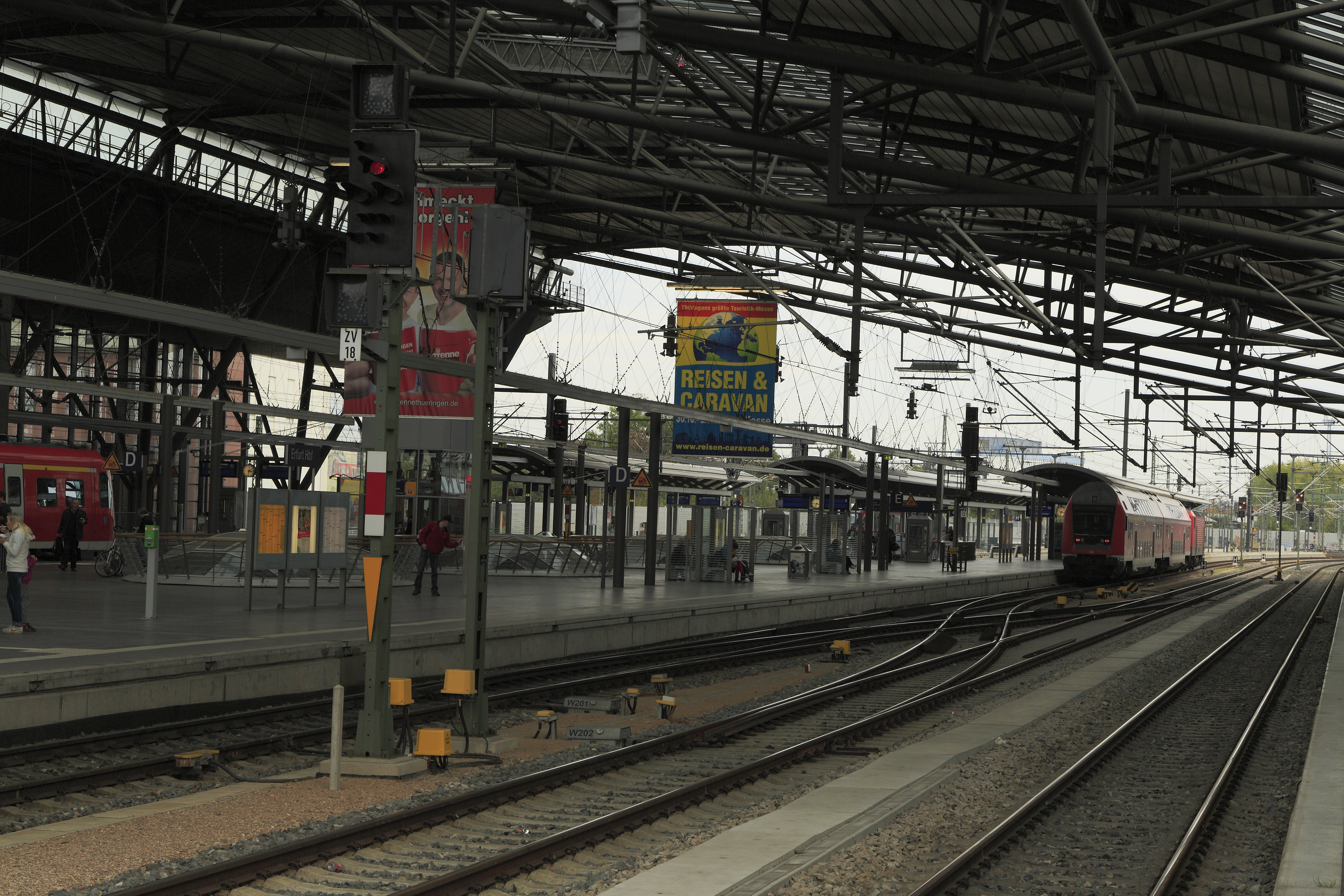
Weichen an Bahnsteigen wie hier in Erfurt sind oft Mittelweichen.

Als Mittelweiche wird in der Sicherungstechnik des Eisenbahnwesens eine Weiche in einem Bahnhof bezeichnet, die zumindest in manchen Fällen weder Teil einer Einfahr- noch einer Ausfahrstraße ist und damit nicht der Signalabhängigkeit unterliegt. Sie wird bei der Einfahrt nicht vollständig freigefahren und stellt einen bei der Planung von Stellwerken zu berücksichtigenden Sonderfall dar.
Laut Regelwerk der DB Netz ist eine Mittelweiche „eine Weiche in einem Bahnhofsgleis, die bei Ausfahrten zwischen der Zugspitze und dem Startsignal liegt oder durch den Zug besetzt sein kann“.

## Besonderheit von Mittelweichen

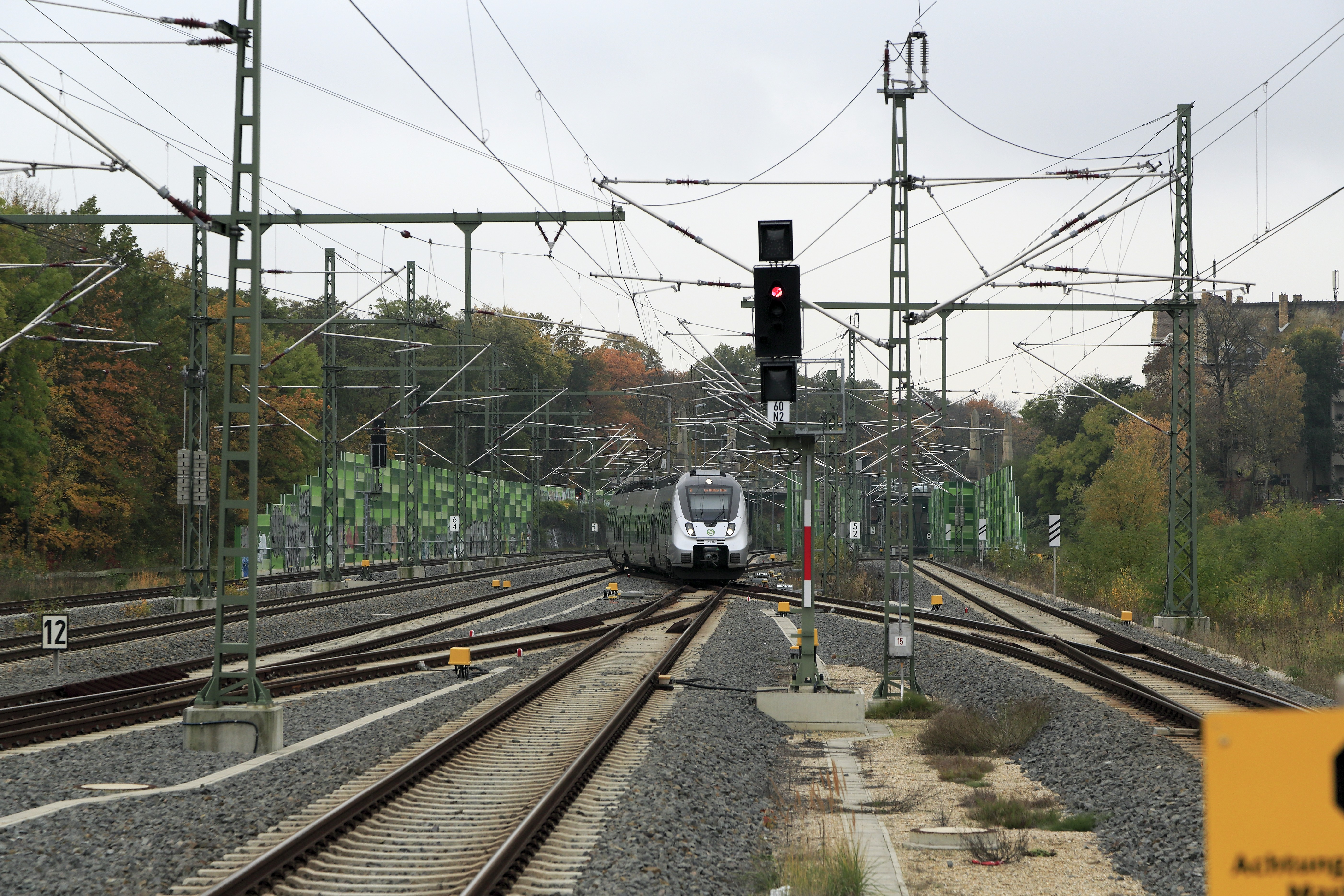
Der Regelfall, ohne Mittelweichen: Der Weichenbereich liegt „hinter“ dem am Bahnsteigende stehenden Ausfahrsignal. Entlang des Bahnsteigs liegen keine Weichen.

In der Regel sind von Zügen befahrene Weichen Teil einer Einfahrstraße (von einem Startsignal der freien Strecke bis zum Zielsignal im Bahnhof) oder einer Ausfahrstraße (von einem Startsignal des Bahnhofs auf die freie Strecke). Durch die Signalabhängigkeit wird sichergestellt, dass ein Startsignal für eine Zugfahrt erst auf Fahrt gestellt werden kann, wenn alle zwischen Start- und Zielsignal befahrenen Weichen in der für die jeweilige Fahrstraße notwendigen Solllage verschlossen sind.
Mittelweichen stellen dem gegenüber einen Sonderfall dar. Es handelt sich dabei um Weichen, die im Bereich des gewöhnlichen Halteplatzes eines Zuges oder zwischen dem gewöhnlichen Halteplatz und dem Ausfahrsignal liegen. Sie müssen deshalb in die Sicherung aller Fahrstraßen, die in das betreffende Gleis hinein- und aus ihm hinausführen, einbezogen werden. Sie werden beim Einstellen einer Einfahrstraße verschlossen und bleiben verschlossen, soweit sie nicht durch den Zug aufgelöst werden, indem dieser vor oder auf ihr im Bahnhofsgleis zum Halt kommt. Dies wäre nicht weiter problematisch, wenn nach Einfahrt des Zuges die Ausfahrstraße für die Weiterfahrt des Zuges eingestellt wird. Mittelweichen blieben dabei bis zur Weiterfahrt als Teil der Einfahrstraße verschlossen. Weitere Vorkehrungen wären nicht erforderlich.
Es wird nach unechten und echten Mittelweichen unterschieden:
- Als unechte Mittelweichen werden dabei Mittelweichen bezeichnet, die in Fahrtrichtung noch vor der regulären Fahrstraßenzugschlussstelle liegen. Deren Verschluss wird mit der Fahrstraßenauflösung nach Räumung der Weiche aufgehoben.[3] Derartige Mittelweichen werden im Zuge der Einfahrt geräumt, die Einfahrstraße kann (nach Räumung der Fahrstraßenzugschlussstelle) vor/bei Halt des Zuges am regulären Halteplatz vollständig auflösen.
- Echte Mittelweichen liegen dagegen in Fahrtrichtung des Zuges nach der Fahrstraßenzugschlussstelle im Zielgleis.[3] Bei einem Fahrstraßenstellwerk wird der Verschluss einer Mittelweiche nach dem Halt des Zuges im Zielgleis (nach Räumung der Fahrstraßenzugschlussstelle) mit aufgelöst; als besetzte Weiche ist sie bei Stellwerken mit selbsttätiger Gleisfreimeldung gegen Umstellen gesichert, der entfallene Verschluss ist damit per se unkritisch. Durch die Fahrstraßenauflösung entfällt jedoch der Flankenschutz für den eingefahrenen Zug. Insbesondere, wenn auf dem betreffenden Bahnhof keine Rangierfahrstraßen bestehen, wäre durch unaufmerksames Personal eine Flankenfahrt möglich.

Sowohl bei echten als auch unechten Mittelweichen ist die am Ausfahrsignal angezeigte Geschwindigkeit auch in Abhängigkeit von den Mittelweichen zu betrachten.
Bei Stellwerken nach dem Spurplanprinzip mit lückenloser, selbsttätiger Gleisfreimeldung bleiben Mittelweichen hingegen nach einer Einfahrt wegen der nicht auflösenden Teilfahrstraße verschlossen, damit bleibt auch der Flankenschutz bestehen. Bei Weiterfahrt des Zuges in die gleiche Richtung wird diese verbliebene Teilfahrstraße der Einfahrt mit der Räumung der Mittelweiche im Zuge der Ausfahrt aufgelöst. Beim Abziehen der Zugeinheit als Rangierfahrt erfolgt die Auflösung der Teilfahrstraße ebenfalls. Bei Weiterfahrt in eine andere Richtung ist dagegen, wenn diese Möglichkeit bei der Projektierung des Stellwerkes nicht berücksichtigt wurde, eine Fahrstraßenhilfsauflösung erforderlich. Fahrstraßenstellwerke wie Gleisbildstellwerke der Bauform GS II DR sind in dieser Hinsicht flexibler und damit weniger problematisch.
Problematisch können auch Zugbildungen aus einer vorangegangenen Rangierfahrstraße, notwendige vollständige Auflösungen der Einfahrstraße (beispielsweise für Lokwechsel oder Zugumbildung) oder weitere Betriebsfälle sein, bei denen eine Mittelweiche nicht durch die Einfahrstraße verschlossen ist, wenn die anschließende Ausfahrstraße eingestellt wird. Die vor dem Ausfahrsignal liegenden Mittelweichen sind in allen Betriebsfällen vollständig in die Signalabhängigkeit einzubeziehen. Um alle erforderlichen Teilfahrstraßen zu sichern, werden dazu Mittelweichenteilfahrstraßen (MWT) eingerichtet, die zusammen mit der Ausfahrstraße eingestellt werden und bis zum Ausfahrsignal reichen. Der MWT geht mitunter eine Mittelweichenteilzugfahrstraße (als Rangierfahrstraße) voran, die später zur Teilzugfahrstraße (einschließlich Flankenschutz) aufgewertet wird.
Mittelweichenteilfahrstraßen sind nach dem DB-Regelwerk einzurichten, wenn die Weiche in einem Bahnhof im Fahrweg vor dem Startsignal liegt und zusätzlich
- die Weiche verschlossen werden muss, bevor das Startsignal einen Hauptsignalfahrbegriff zeigt (z. B. Richtungswechsel, Flügeln, Stärken/Schwächen, Zugbildung/Bereitstellung) oder
- der Fahrweg des Zuges von einem gewöhnlichen Halteplatz über die Weiche führt und zusätzlich die für das Befahren der Weiche im betreffenden Strang zulässige Geschwindigkeit bei der Signalisierung des Fahrtbegriffs am Startsignal berücksichtigt werden muss.[5]

## Umsetzung in Stellwerken
Vereinfachte Elektronische Stellwerke (ESTW-R) beherrschen keine Mittelweichen. In Fahrstraßenstellwerken werden Mittelweichen sowohl beim Einstellen von in das betreffende Bahnhofsgleis hinein- als auch aus ihm hinausführenden Fahrstraßen verschlossen. Eine Lücke besteht bei Stellwerken ohne selbsttätige Gleisfreimeldung, da bei diesen die Mittelweichen beim Auflösen einer in das betreffende Gleis hineinführenden Fahrstraße umstellbar werden, obwohl sie von Fahrzeugen besetzt sein können und in der Regel auch sind.
Im Gleisbildstellwerk der Bauform GS II Sp64 b werden Mittelweichen in fernbediente und ortsbediente Mittelweichen unterschieden.
Während bei ortsbedienten Mittelweichen die Baugruppe zur Ansteuerung der Schlüsselsperre spurplantechnisch aus dem Bahnhofsgleis „herausgezogen“ wird und damit die Freigabe des Weichenschlüssels durch die Schlüsselsperre von der (manuellen oder zeitverzögerten) Auflösung des anschließenden Durchrutschwegs des Fahrstraßenziels abhängig wird, ist für fernbediente Mittelweichen die Mitwirkung des Fahrdienstleiters durch eine Bedienhandlung und eine zeitverzögerte Festlegerrückstellung vorgesehen.
Bei Einfahrt eines Zuges in ein Bahnhofsgleis mit Mittelweichen, kann nach Belegung der (letzten) Mittelweiche die zeitverzögerte Festlegerrückstellung gestartet werden. Nach Ablauf der Zeitverzögerung (bei Projektierung zwischen 30 und 120 Sekunden eingestellt) wird so die Festlegung der Fahrstraße automatisch zurückgenommen und die Auflösung der Mittelweiche (und des eventuell noch verschlossenen Durchrutschwegs) kann mit einer nicht-zählpflichtigen (einfachen) Rücknahme-Bedienhandlung durchgeführt werden.